# Anne Fraïsse
 (septembre 2020).
Anne Fraïsse, née en 1959 à Montpellier, est une latiniste et universitaire française. Elle est professeure de patristique latine à l'université Paul-Valéry Montpellier.
Elle effectue deux mandats de présidente de l’université Paul Valéry Montpellier, de 2008 à 2016, puis elle est réélue en 2020. Elle est par ailleurs vice-présidente de la Conférence des présidents d'université de décembre 2010 à décembre 2012.

## Biographie

### Formation et carrière d'enseignante-chercheuse
Après une classe préparatoire au Lycée Joffre de Montpellier, Anne Fraïsse a mené des études en Lettres classiques à l’Université Paul-Valéry (Montpellier). Elle obtient l’agrégation de lettres et est nommée professeure dans l'enseignement secondaire. Elle soutient une thèse de doctorat, intitulée Traduction, notes et commentaire de l’ouvrage de Facundus d’Hermiane Pro Defensione Trium Capitulorum », en 1992 grâce à une bourse d’études de l’École de Rome.
Elle est ensuite nommée maître de conférences de latin en 1994 à l’Université Paul-Valéry Montpellier 3, membre de l’équipe CERCAM. Anne Fraïsse est nommée professeure en 2006.

### Activités de recherche et éditoriales
Elle est l’auteure de plusieurs ouvrages et articles scientifiques; ses recherches portent notamment sur le début de l’Église chrétienne et ses conflits théologiques, ainsi que l'assimilation de la culture classique gréco-romaine dans le christianisme.

## Responsabilités à l’université Paul-Valéry Montpellier
Anne Fraïsse siège au conseil d'administration entre 1998 et 2002, puis au conseil des études et de la vie universitaire de 2002 à 2006. Elle participe à la commission Campus dont elle a été la rapporteure entre 2000 et 2006.
Anne Fraïsse dirige l'UFR de lettres Lettres, Arts, Philosophie, Linguistique de 2002 à 2008, puis elle est élue présidente de l'université Paul-Valéry en 2008.

### Mandats présidentiels (2006-2012)
Elle copilote le projet Opération Campus avec les deux autres universités de Montpellier,.
Anne Fraïsse s'oppose à la LRU,.
Elle participe en tant que présidente de l'université au projet de fusion des trois universités montpelliéraines. Estimant que les Sciences Humaines et Sociales n’étaient pas suffisamment représentées dans le projet, elle quitte les négociations,, préférant privilégier des solutions de collégialité comme la COMUE.
Elle manifeste son opposition à la politique universitaire du gouvernement et à la diminution des subsides de l'État.

### Réélection à la présidence de l'université Paul Valéry en 2020
Anne Fraïsse est à nouveau candidate à la présidence de l'université Paul-Valéry,
,, et elle est réélue le 1er décembre 2020.

## Autres engagements institutionnels
Elle est vice-présidente de la Conférence des présidents d'université (CPU) de décembre 2010 à décembre 2012. Elle préside la commission «Vie étudiante et questions sociales» de la CPU de 2012 à 2014.
Anne Fraïsse a été membre de l’Arelam (Association régionale des enseignants de langues anciennes de Montpellier). Elle a présidé la première association de parents d’enfants handicapés à avoir obtenu un service d’accompagnement scolaire et social pour enfants handicapés dans l’Hérault. En outre, elle a fait partie de la commission régionale Handiscol, qui regroupe les services de la préfecture et du rectorat pour l’intégration scolaire des jeunes handicapés. Enfin, elle a été professeure bénévole au sein de l’APEMA (Association pour l’enseignement aux malades et accidentés).

## Distinctions
- Chevalière de la Légion d'honneur (2010)[3],[17]
- Chevalière de l'ordre des Palmes académiques (2004)